# Carlton House
Ne doit pas être confondu avec Carlton House Terrace.
Carlton House était un palais situé aux abords de St James's Park, à Londres. Construit par l'architecte Henry Holland, il est à partir de 1783 la résidence de ville du prince régent, le futur roi George IV, et est démoli en 1825. 

## Localisation
Carlton House se situait le long de Pall Mall, côté sud, et ses jardins jouxtaient ceux de St James's Park, dans le quartier de St. James à Londres.

## Description

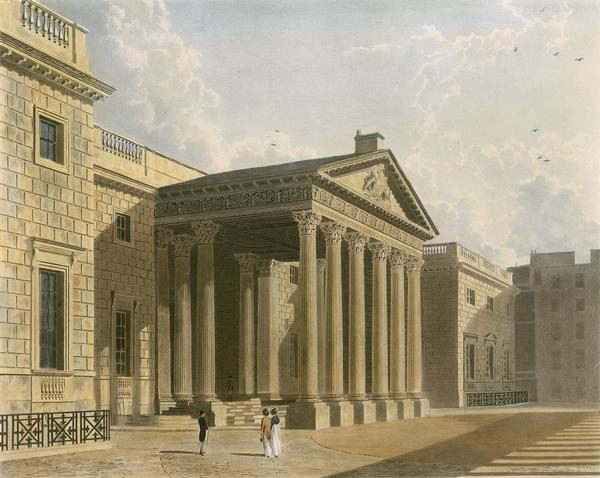
Entrée de Carlton House.

La demeure, aujourd'hui remplacée par Carlton House Terrace, est la raison essentielle de la création par l'architecte John Nash d'une voie majestueuse entre St. James et Regent's Park en passant par Regent Street, Portland Place et Park Square. Le bas de Regent Street et de Waterloo Place est initialement dessiné de façon à orienter l'approche vers son entrée principale (à droite, sur l'illustration).

## Carlton House dans la littérature
Dans Le Portrait de Dorian Gray (chapitre 11), Oscar Wilde mentionne Carlton House, en évoquant un certain Lord Beckenham, « compagnon du prince régent dans sa période la plus folle (...). Qu’il était fier et beau, avec ses boucles châtain et sa pose insolente ! (...) Il avait dirigé les orgies de Carlton House. L’étoile de la Jarretière brillait sur sa poitrine ».

## Anecdote
La romancière Jane Austen a visité la bibliothèque de Carlton House, accompagnée du bibliothécaire du prince régent, le révérend James Stanier Clarke, le 13 novembre 1815. Le prince régent était en effet un grand admirateur des romans de Jane Austen, dont il avait un exemplaire dans chacune de ses résidences. Il lui suggéra à cette occasion de lui dédier son prochain ouvrage, ce qu'elle fit, non sans réticence d'ailleurs, avec Emma.